# Michael Eisner

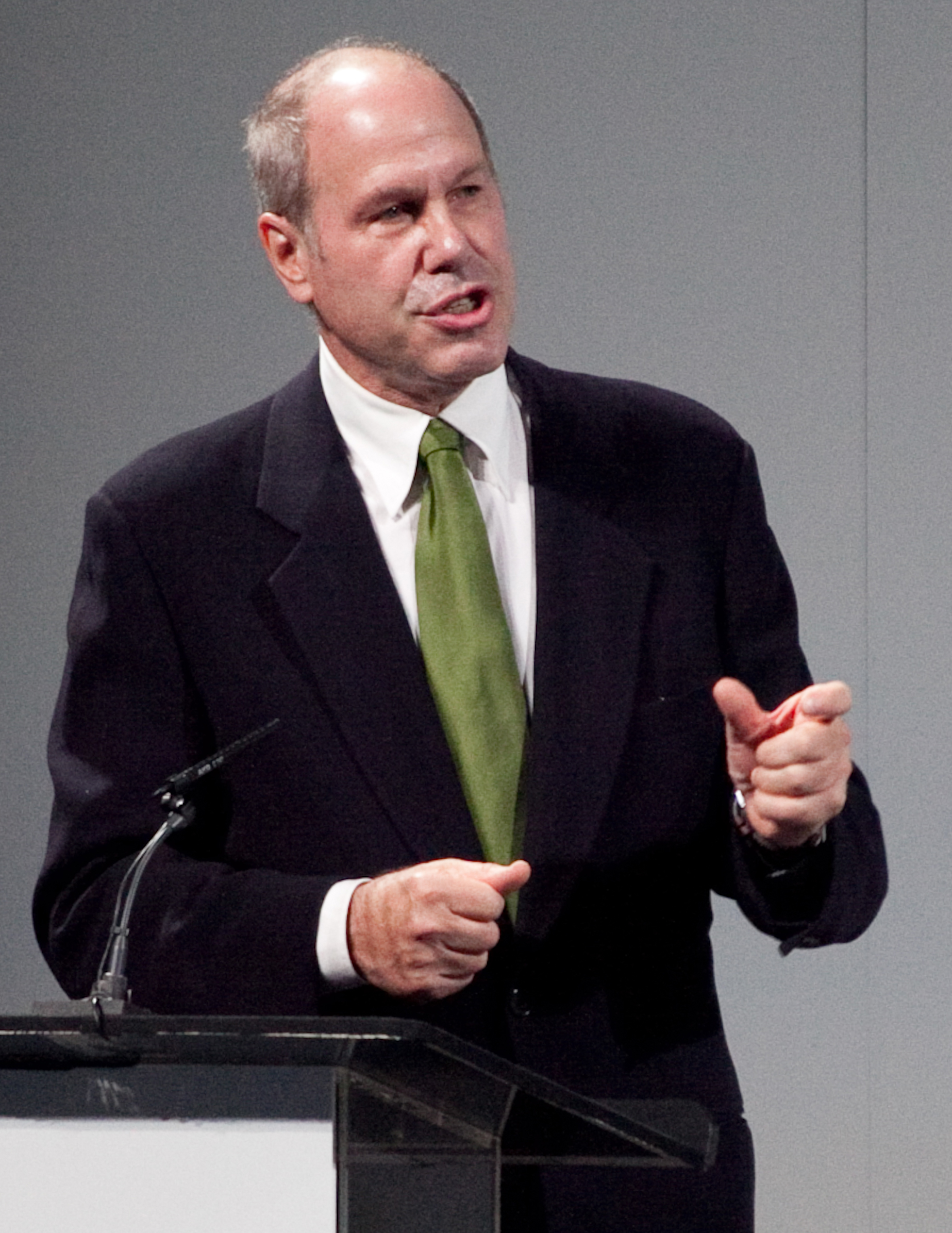
Michael Eisner (2010)

Michael Dammann Eisner (* 7. März 1942 in Mount Kisco, New York) ist ein US-amerikanischer Manager. Von 1984 bis 2005 leitete er die Walt Disney Company.

## Leben
Eisner entstammt einer wohlhabenden jüdischen Familie. Er besuchte die Lawrenceville School in New Jersey, schrieb sich dann aber – entgegen den Wünschen seiner Familie – nicht an der Princeton University ein, sondern an der kleinen Denison University in Ohio. Zunächst studierte er Medizin, wechselte jedoch rasch zu Englischer Literatur und Theater und machte 1964 seinen B.A.-Abschluss. Seit 1967 ist er mit Jane Breckenridge verheiratet und hat mit ihr drei Söhne.
Seine berufliche Laufbahn begann er bei dem Fernsehsender ABC, wo er 1976 die Position des Senior Vice President für Hauptsendezeit und Programmentwicklung erlangte. 1977 wurde er Präsident von Paramount Pictures. Wie bei ABC war er dort für zahlreiche erfolgreiche Produktionen verantwortlich.
Seit 1984 hatte Michael Eisner die Position des Chairman and Chief Executive Officer der Disney Company inne. Sid Bass und Roy E. Disney hatten sich für ihn und Frank Wells eingesetzt. Eisner führte zusammen mit dem früheren Warner-Brothers-Chef das Unternehmen aus einer großen Krise. Die beiden schafften die Wende, da sie die Trickfilmsparte auf die Höhe alter Erfolge führen konnten.
Unter Eisners Regie entstand bei Paris ein Themenpark, die Themenparks in Kalifornien, Florida und Tokio erhielten neue Attraktionen bzw. neue Parks und auch beim Plan von neuen Hotels wirkte er mit. Das Unternehmen wuchs durch Akquisitionen: zum Beispiel Capital Cities / ABC und Miramax. Des Weiteren hatte er maßgeblichen Anteil an der Entwicklung der Disney Stores. Auch bei der Produktion von Real- und animierten Filmen konnten zahlreiche Erfolge erzielt werden, wie bei Arielle, die Meerjungfrau, Der König der Löwen, Armageddon, The Sixth Sense und Pearl Harbor. Die neue Sparte Walt Disney Theatrical erbrachte erfolgreiche Musicalproduktionen: Die Schöne und das Biest, Der König der Löwen, Der Glöckner von Notre Dame und Aida.
Aufgrund von Konflikten unter anderem mit Roy E. Disney und Steve Jobs, dem damaligen Geschäftsführer von Pixar, beendete Eisner sein Arbeitsverhältnis mit Disney im Jahr 2005 und überließ seine Position dem Vize Bob Iger.
Seitdem leitet er seine eigene Produktionsfirma The Tornante Company. Tornante investiert und produziert im Medien- und Unterhaltungssektor. Die Firma investierte unter anderem in die Onlinevideo-Produktionsfirma Vuguru, in das Videoportal Veoh, wo Eisner nun als Vorstandsmitglied arbeitet, in das Süßwaren- und Merchandisingunternehmen Topps sowie in die Animationsserien Glenn Martin, DDS und BoJack Horseman.
Eisners Privatvermögen beträgt laut Forbes 1 Mrd. US-Dollar (Stand 2015).